# Ewelina Wojnarowska
Ewelina Wojnarowska (Poznań, 13 de diciembre de 1986) es una deportista polaca que compite en piragüismo en la modalidad de aguas tranquilas.
Ha ganado 6 medallas en el Campeonato Mundial de Piragüismo entre los años 2007 y 2014, y 8 medallas en el Campeonato Europeo de Piragüismo entre los años 2007 y 2015. En los Juegos Europeos de Bakú 2015 consiguió dos medallas de bronce, en las pruebas de K1 500 m y K4 500 m.

## Palmarés internacional
| Campeonato Mundial | Campeonato Mundial       | Campeonato Mundial | Campeonato Mundial |
| Año                | Lugar                    | Medalla            | Competición        |
| ------------------ | ------------------------ | ------------------ | ------------------ |
| 2007               | Duisburgo (Alemania)     | Medalla de plata   | K2 1000 m          |
| 2007               | Duisburgo (Alemania)     | Medalla de bronce  | K4 500 m           |
| 2010               | Poznań (Polonia)         | Medalla de plata   | K2 200 m           |
| 2011               | Szeged (Hungría)         | Medalla de bronce  | K1 4 × 200 m       |
| 2013               | Duisburgo (Alemania)     | Medalla de plata   | K1 4 × 200 m       |
| 2014               | Moscú (Rusia)            | Medalla de oro     | K1 4 × 200 m       |
| Juegos Europeos    |                          |                    |                    |
| Año                | Lugar                    | Medalla            | Competición        |
| 2015               | Bakú (Azerbaiyán)        | Medalla de bronce  | K4 500 m           |
| 2015               | Bakú (Azerbaiyán)        | Medalla de bronce  | K1 500 m           |
| Campeonato Europeo |                          |                    |                    |
| Año                | Lugar                    | Medalla            | Competición        |
| 2007               | Pontevedra (España)      | Medalla de plata   | K2 1000 m          |
| 2007               | Pontevedra (España)      | Medalla de bronce  | K4 500 m           |
| 2008               | Milán (Italia)           | Medalla de plata   | K4 1000 m          |
| 2009               | Brandeburgo (Alemania)   | Medalla de bronce  | K4 500 m           |
| 2010               | Corvera (España)         | Medalla de bronce  | K2 500 m           |
| 2011               | Belgrado (Serbia)        | Medalla de bronce  | K1 500 m           |
| 2014               | Brandeburgo (Alemania)   | Medalla de plata   | K4 500 m           |
| 2015               | Račice (República Checa) | Medalla de oro     | K1 500 m           |